# King's Company
King's Company var ett engelskt teatersällskap, verksamt mellan 1660 och 1682.  Det var det ena av endast två teatersällskap som uppträdde i London under sin samtid. 
Det var en av två teatersällskap som gavs tillstånd att spela teater i London efter den engelska restaurationen 1660. Detta var sedan teater återigen blivit lagligt sedan det hade förbjudits av puritanerna, och Lord Chamberlain's Men upplösts 1642. 
Det uppträdde från 1663 på Drury Lane Theatre under ledning av Thomas Killigrew, medan dess konkurrent Duke's Company uppträdde under William Davenant på Dorset Garden Theatre (1671-1709). Det var i King's Company som Englands första professionella kvinnliga skådespelare, Margaret Hughes, uppträdde för första gången i rollen som Desdemona den 8 december 1660. 
King's Company upplöstes 1682 när det förenades med sin konkurrent Duke's Company för att bilda United Company (1682-1695), som under ledning av Christopher Rich i sin tur splittrades när en utbrytargrupp under Thomas Betterton etablerade Lincoln's Inn Fields Playhouse (1695-1705) och sedan Her Majesty's Theatre år 1705, som tillsammans med Covent Garden-operan blev huvudkonkurrenten till Drury Lane Theatre under 1700-talet.